# Montmartin-le-Haut
Montmartin-le-Haut è un comune francese di 60 abitanti situato nel dipartimento dell'Aube nella regione del Grand Est.

## Società

### Evoluzione demografica
Abitanti censiti